# David Smolansky
David Smolansky Urosa (nascido em 27 de maio de 1985) é um líder político venezuelano e vice-diretor da campanha presidencial ConVzla, representando a líder opositora democrática María Corina Machado e o presidente eleito Edmundo González Urrutia em Washington D.C. Ele foi prefeito do Município El Hatillo em Caracas e atuou como Enviado Especial da Organização dos Estados Americanos para a crise migratória e de refugiados venezuelanos.
Smolansky é pesquisador associado do SNF Agora Institute da Universidade Johns Hopkins, onde atua como professor visitante, pesquisador e palestrante sobre democracia, migração e autoritarismo global. Também é pesquisador sênior na Victims of Communism Memorial Foundation.

## Primeiros anos
Smolansky nasceu em Caracas, Venezuela, em maio de 1985. Ele é descendente de imigrantes que fugiram do bloco comunista. Seus avós escaparam da Ucrânia quando fazia parte da União Soviética e se estabeleceram em Cuba, onde viveram por 43 anos. Em 1970, fugiram para a Venezuela quando seu pai tinha 13 anos. Filho de um pai judeu e de uma mãe católica, recebeu uma educação familiar multicultural e multirreligiosa.

## Educação
Smolansky obteve seu diploma de bacharelado em Jornalismo pela Universidade Católica Andrés Bello e um mestrado em Políticas Públicas Internacionais pela Escola de Estudos Internacionais Avançados da Universidade Johns Hopkins. Ele também foi pesquisador visitante do Programa de Liderança para a Competitividade na Universidade de Georgetown e bolsista Draper Hills no Centro para Democracia, Desenvolvimento e Estado de Direito da Universidade Stanford.

## Carreira política

### Movimento estudantil
Smolansky ganhou visibilidade como um dos estudantes universitários que lideraram protestos contra o sequestro e assassinato dos irmãos Faddoul em Caracas. Posteriormente, tornou-se um dos líderes do movimento estudantil que protestou contra o fechamento da RCTV, defendendo a liberdade de expressão. Ele também participou ativamente das campanhas contra a proposta de reforma constitucional de Hugo Chávez em 2007 e do referendo constitucional de 2009.

### Partido Voluntad Popular e Mesa da Unidad Democrática
Após concluir seus estudos, iniciou sua carreira política na Mesa da Unidade Democrática, integrando sua equipe de comunicação. Em 2009, foi um dos membros fundadores do partido Vontade Popular, onde atuou como gerente nacional da juventude e posteriormente foi eleito membro da liderança nacional do partido. Ele participou ativamente dos processos eleitorais de 2012, tanto das primárias quanto das eleições presidenciais e regionais.

### Prefeito de El Hatillo
Em 14 de julho de 2013, venceu as primárias do partido Vontade Popular para a prefeitura do município El Hatillo. Nas eleições municipais de dezembro do mesmo ano, foi eleito prefeito com 44,24% dos votos. Durante sua gestão, lançou o Plano de Desenvolvimento Municipal e estabeleceu mais de 200 parcerias estratégicas com o setor privado, ONGs e universidades. Em 2014, ajudou a fundar a Associação de Prefeitos pela Venezuela, uma aliança de prefeitos opositores ao governo. Em 2015, recebeu o Prêmio Juventude Heinz Sonntag do Observatório Hannah Arendt e foi reconhecido como Jovem Político Mundial de Destaque em um evento realizado em Kanazawa, Japão. Diante da crescente perseguição a opositores, Smolansky enfatizou a defesa dos presos políticos e da descentralização no país. Em 2017, tornou-se um dos 77 prefeitos opositores com processos judiciais abertos na Venezuela.

## Perseguição e exílio
Em 2017, foi forçado ao exílio após o Supremo Tribunal de Justiça controlado pelo regime emitir um mandado de prisão contra ele, anular seu passaporte, destituí-lo do cargo e proibi-lo de ocupar funções públicas.

### Prêmios e reconhecimento
Smolansky foi reconhecido pela Junior Chamber International como Jovem Político Mundial de Destaque em 2015. No mesmo ano, recebeu o Prêmio Juventude Heinz Sonntag do Observatório Hannah Arendt. Em 2018, foi identificado pela revista Americas Quarterly como um dos dez líderes que ajudariam a reconstruir a Venezuela.  No mesmo ano, recebeu o prêmio Global Competitiveness Leadership Impact da Universidade de Georgetown.